# Кизилозецький сільський округ
Кизилозе́цький сільський округ (каз. Қызылөзек ауылдық округі, рос. Кызылозекский сельский округ) — адміністративна одиниця у складі Кизилординської міської адміністрації Кизилординської області Казахстану. Адміністративний центр — село Караозек.
Населення — 3232 особи (2021; 2966 у 2009, 3312 у 1999, 2491 у 1989).
Станом на 1989 рік існувала Кизилозецька сільська рада (села Караозек, Опитне, селище Караозек) Теренозецького району.

## Склад
До складу округу входять такі населені пункти:
| Населений пункт            | Колишні назви | Населення, осіб (1989) | Населення, осіб (1999) | Населення, осіб (2009) | Населення, осіб (2021) |
| -------------------------- | ------------- | ---------------------- | ---------------------- | ---------------------- | ---------------------- |
| Айнаколь, село             | Опитне        | 326                    | 389                    | 394                    | 460                    |
| Караозек, село             | -             | 1723                   | 2427                   | 1997                   | 2265                   |
| Караозек, станційне селище | -             | 442                    | 496                    | 575                    | 507                    |